# Bernardo Bellotto
Bernardo Bellotto, kaldet Canaletto (født 1720 i Venedig, død 1780 i Warszawa) var en italiensk arkitektur- og landskabsmaler, var elev af sin onkel, Giovanni Antonio Canal, hvoraf tilnavnet, hvem han også trolig efterligner.
Efter at have virket en tid i Rom og i Norditalien tog han 1745 til Tyskland, var først sysselsat i München, kom til Dresden, hvor han blev hofmaler, og malede senere i Wien og Warszawa og blev her hofmaler i 1770. Bellottos overordentlig rige produktion, der også kun blev muliggjort ved en til tider temmelig rutinemæssig malerisk behandling, findes spredt om i de fleste større offentlige samlinger i Europa; særlig besidder Dresden-Galeriet en righoldig samling arkitekturbilleder, byprospekter - Bellottos force - fra Dresden og Pirna; Bellotto har også udført billedsuiter fra Wien med omegn og andre byer, hvor han færdedes. Hans kunst udmærker sig ved sikkert, teknisk greb, præcision i behandlingen af perspektivet og kraftig, virkningsfuld belysning. Bellotto har også udført en del raderinger - atter byprospekter - gode, nu temmelig sjældne.

## Galleri
- Bernardo Bellotto, Wien, Den dominikanske kirke, 1759 - 1760, Kunsthistorisk Museum Wien
- Bernardo Bellotto, Ruinerne af Forum, Rom, ca. 1743, National Gallery of Victoria
- Bernardo Bellotto, Udsigt over Pirna fra slottet Sonnenstein , ca. 1750, Hermitage Museum
- Bernardo Bellotto, Piazza della Signoria i Firenze, 1742, Museum of Fine Arts (Budapest)